# باید سگ‌ها را دوست داشت
باید سگها را دوست داشت (به انگلیسی: Must Love Dogs) فیلمی محصول سال ۲۰۰۵ و به کارگردانی گری دیوید گلدبرگ است. در این فیلم بازیگرانی همچون داین لین، جان کیوسک، درموت مالرونی، الیزابت پرکینز، استاکرد چنینگ، کریستوفر پلامر، برد ویلیام هنکه، کالین اگلسفیلد، آلی هیلیس، ویکتور وبستر، بن شنکمن، جولی گونزالو، جوردانا اسپیرو،  شانا هایات و گلن هاوتون ایفای نقش کرده‌اند.